# VN-Vluchtelingenpact
Het VN-Vluchtelingenpact (Global Compact on Refugees) is een niet-bindend verdrag, dat beoogt de internationale respons op omvangrijke vluchtelingenstromen in goede banen te leiden, en een systematische aanpak voor te stellen voor de langdurige gevolgen ervan in de gastlanden.

## Achtergrond
Het verdrag is bedoeld als een aanvulling op, niet de vervanging van, het Verdrag betreffende de status van vluchtelingen uit 1951. Dit laatste focust op de rechten van vluchtelingen, en de verplichtingen van Staten, terwijl het nieuwe pact werkt aan de internationale samenwerking en lastenverdeling bij omvangrijke vluchtelingenstromen. 
In september 2016 gaf de Algemene Vergadering van de Verenigde Naties met de Verklaring van New York (New York Declaration for Refugees and Migrants) de aanzet tot de onderhandelingen, die twee jaar later, op 20 juli 2018, leidden tot een definitief voorstel.
Op 17 december 2018 werd het voorstel goedgekeurd op de Algemene Vergadering van de VN, door 181 lidstaten. De Verenigde Staten en Hongarije stemden tegen, de Dominicaanse Republiek, Eritrea en Libië onthielden zich.
Het VN-Vluchtelingenpact wordt vaak in één adem genoemd met het VN-Migratiepact: beide zijn niet-bindend, en een gevolg van de Verklaring van New York (New York Declaration for Refugees and Migrants) uit 2016. Alleen het toepassingsgebied verschilt: vluchtelingen versus migranten.

## Doelstellingen
Het pact heeft vier doelstellingen:
1. De druk verlichten op landen die grote aantallen vluchtelingen opvangen.
2. De zelfredzaamheid van vluchtelingen stimuleren.
3. De toegang tot derde landen uitbreiden, middels hervestiging en andere toegangstrajecten.
4. Maatregelen ondersteunen die vluchtelingen in staat stellen terug te keren naar hun land van herkomst.